# Гуго IV де Сен-Поль
Гуго (Юг) IV де Кандавен, граф де Сент-Поль (около 1155 — 14 апреля 1205) — французский феодал, полководец и государственный деятель, автор посланий о Четвёртом крестовом походе. Сын Ансельма, графа де Сент-Поля (ум. 1175), граф де Сент-Поль (1175—1205), сеньор Демотики (1204—1205). Двоюродный брат Пьера Амьенского и Фомы де Фликскура.

## Биография
Гуго де Сен-Поль родился примерно в 1155 году в родовом замке в Пикардии (Нижняя Лотарингия). Получил традиционное домашнее образование и рыцарское воспитание. По-видимому, владел грамотой и умел читать. Участвовал в Третьем крестовом походе в составе отряда графа Фландрии Фридриха Эльзасского, отличившись при осаде Акры (1189—1191). В 1194 году за верную службу получил от короля Филиппа Августа сеньории Пон-Сент-Максанс, Вернёйль и Понпуэн.
С 1202 года Сен-Поль участвовал в Четвёртом крестовом походе. В хрониках Жоффруа де Виллардуэна и Робера де Клари он не раз упоминается как представитель высшей французской знати, командир одного из отрядов, штурмовавших Константинополь в 1203 и 1204 годах. В 1204 году получил от императора Латинской империи Балдуина город Дидимотихон во Фракии и звание коннетабля. Погиб в 1205 году в сражении с болгарами при Адрианополе.
После первого взятия Константинополя в 1203 году отправил во Францию несколько посланий друзьям, в которых привёл интересные подробности похода на византийскую столицу. Сохранилось всего три письма Сен-Поля, четвёртое утрачено, но цитируется в «Хронике Англии» Ральфа Коггсхоллского.

## Семья
В 1178 года женой Гуго стала Иоланда де Эно, вдова суассонского графа Ива II де Неля, дочь графа Эно Бодуэна IV.
В этом браке родились:
- Елизавета (около 1179—1232), графиня де Сент-Поль с 1205, с 1196 супруга Гоше (Готье) III де Шатильона.
- Эсташия (около 1180—1235), жена Жана II де Неля, шателена Брюгге.